# Operațiunea Dynamo
Evacuarea de la Dunkerque/Dunkirk, operațiunea cu numele de cod Dynamo, cunoscută și ca Miracolul Dunkirk, a fost acțiunea de evacuare a trupelor aliate staționate pe plajele și în portul Dunkerque, (Franța), din perioada 27 mai – 4 iunie 1940. Evacuarea a devenit necesară în momentul în care un mare număr de soldați britanici, francezi și belgieni au fost izolați și încercuiți de armata germană în timpul Bătăliei Franței din timpul celei de-a doua conflagrații mondiale. Într-un discurs din House of Commons, premierul britanic Winston Churchill a numit evenimentele din Franța „un dezastru militar colosal”, afirmând că „întreaga rădăcină și inimă și creier ale Armatei Britanice” a fost abandonată pe țărmul de la Dunkirk și pare să fie pe drumul pieirii sau capturării. În vestitul său discurs We shall fight on the beaches⁠(d) de pe 4 iunie, el a afirmat că recuperarea trupelor din Franța a fost un „miracol al salvării”.
După ce Uniunea Sovietică și Germania Nazistă au invadat Polonia în septembrie 1939, eveniment considerat declanșator al celui de-a doua conflagrații mondiale, British Expeditionary Force (BEF) a fost trimis pe continent pentru a ajuta la apărarea Franței. După ce Germania Nazistă a invadat Belgia și Țările de Jos pe 10 mai 1940, trei dintre corpurile germane de blindate au atacat Franța prin Ardeni și au înaintat rapid spre Canalul Mânecii. Până pe 21 mai, forțele germane reușiseră să izoleze BEF, ce mai rămăsese din forțele belgiene și trei armate franceze într-o zonă de pe țărmul francez al Canalului. Comandantul britanic al BEF, generalul John Vereker⁠(d), a constatat că o evacuare peste Canalul Mânecii era singura soluție viabilă pentru salvarea forțelor sale și a început organizarea retragerii spre Dunkerque, cel mai apropiat port important. Pe 22 mai a fost emis un ordin de oprire a operațiunilor militare cu aprobarea Führerului Adolf Hitler, o acțiune care și astăzi ridică semne de întrebare cu privire la scopurile sale. Acest ordin a permis aliaților prinși în capcană să își organizeze defensiva și să își retragă efective importante spre Dunkerque. În perioada 28–31 mai 1940 a avut loc asediul orașului Lille. Aici, 40.000 de soldați, resturile a ceea ce fusese formidabila Armată I franceză, au dat o bătălie disperată pentru a întârzia înaintarea a șapte divizii germane, din care trei blindate.
Dacă în prima zi a evacuării au fost transportați doar 7.669 de militari, până într-a noua zi fuseseră salvați de pe continent cu ajutorul unei flote încropite în grabă 338.226 soldați. La acțiunea de evacuare au participat peste 800 de vase. O bună parte a soldaților s-au putut îmbarca de pe cheiurile portuare pe cele 39 de distrugătoare și alte vase mari de transport britanice. Alți soldați au trebuit să se îndrepte spre plaje și să aștepte în apa adâncă până la umeri ca să fie transportați spre vasele mari de transport cu ajutorul unei flotile de vase civile – bărci de salvare, vase pescărești, sau mici ambarcațiuni cu vele.
În campania din Franța, BEF a pierdut 68.000 de soldați și a trebuit să abandoneze aproape toate tancurile, vehiculele și un mare volum de echipamente militare. În discursul din Camera Comunelor de pe 4 iunie, Churchill a subliniat că „trebuie să fim foarte atenți să nu acordăm acestei salvări atributele unei victorii. Războaiele nu se câștigă prin evacuări”.

## Contextul general
După ce Uniunea Sovietică și Germania Nazistă au invadat Polonia în septembrie 1939, eveniment considerat declanșator al celui de-a doua conflagrații mondiale, British Expeditionary Force (BEF) a fost trimis pe continent pentru ca să ajute la apărarea Franței. Trupele britanice au debarcat la Cherbourg, Nantes și Saint-Nazaire. În mai 1940, BEF era compus din 10 divizii organizate în trei corpuri de armată, acționând sub comanda generalului John Vereker⁠(d). Trupele britanice colaborau pe teren cu forțele terestre belgiene, Armata I franceză, Armata a VII-a franceză și Armata a IX-a franceză.

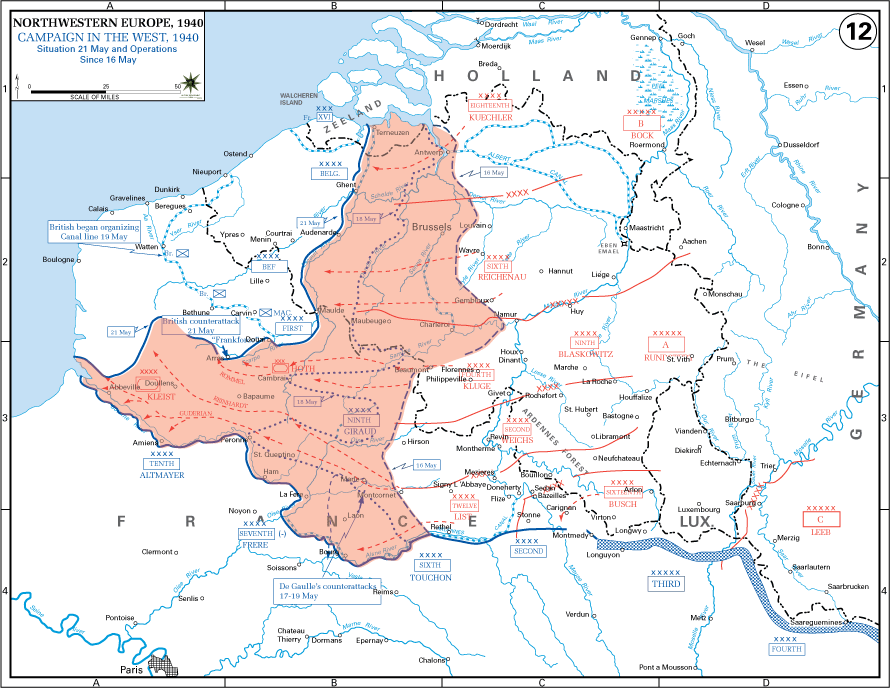
Situația de pe 21 mai 1940. Forțele germane ocupau regiunea colorată cu roz.

Planul inițial german pentru atacul împotriva Franței presupunea un atac de încercuire prin Țările de Jos și Belgia. Acest plan presupunea ocolirea Liniei Magionot – o structură defensivă puternic fortificată. Șeful Statului Major al Grupului de Armată A, Erich von Manstein, aprecia însă că, dacă atacul avea să se desfășoare conform planului inițial, avea să ducă la un impas la fel ca în primul război mondial și în cele din urmă la un război de tranșee. Manstein a propus cu sprijinul comandantului său Gerd von Rundstedt Înaltului Comandament German (OKH) un plan alternativ. Manstein propunea un atac al diviziilor blindate prin regiunea înaltă împădurită din Ardeni, printr-o zonă considerată de nestrăbătut pentru tancuri. Următoarea fază după traversarea Ardenilor urma să fie cucerirea unor capete de pod peste râul Meuse și o înaintare rapidă spre Canalul Mânecii. Prin această manevră, germanii ar fi izolat trupele aliate în Belgia și Flandra. Această parte a planului avea să devină cunoscută mai târziu ca Sichelschnitt („lovitura de seceră”). Adolf Hitler, după ce se va întâlni cu Manstein pe 17 februarie, avea să aprobe o versiune modificată a acestui plan, care avea să devină cunoscută ca Planul Manstein.
Pe 10 mai, germanii au atacat Belgia și Țările de Jos.. Grupul de Armată B comandată de Generaloberst Fedor von Bock a atacat Belgia, în vreme ce trei corpuri de tancuri ale Grupului de Armată B comandată de Rundstedt a executat o mișcare circulară prin sud și s-a îndreptat în forță spre Canalul Mânecii. BEF a înaintat pentru ocuparea unor noi poziții avansate pe râul Dyle din Belgia, unde au angajat elementele înaintate ale germanilor pe 10 mai.
Britanicii au primit ordinul să se retragă de-a lungul râului Escaut pe data de 14 mai, atunci când pozițiile franceze și belgiene de pe flancuri au cedat sub presiunea germană. În timpul vizitei la Paris de pe 17 mai, premierul britanic Winston Churchill a fost uimit să afle de la generalul Maurice Gamelin, că francezii își angajaseră în luptă toate forțele disponibile și că nu dispuneau de nicio rezervă strategică. Pe 19 mai, generalul Gort s-a întâlnit cu generalul Gaston Billotte⁠(d), comandantul Armatei I franceze și coordonatorul forțelor aliate. Billotte i-a mărturisit că francezii nu dispuneau de forțe care să se opună înaintării germane spre mare. Gort a reacționat imediat, recunoscând că evacuarea trupelor de sub comanda lui peste Canalul Mânecii era cea mai bună soluție și a început să planifice retragerea spre Dunkerque, cel mai apropiat port cu o capacitate suficient de mare . Dunkerque era înconjurat de mlaștini, avea fortificații construite cu mult timp înainte și avea cele mai lungi plaje de pe coasta apuseană a Atlanticului, unde putea fi organizată concentrarea unor mari grupuri de soldați. După o serie de atacuri de atacuri eșuate, care au culminat pe 21 mai cu luptele de la Arras, BEF a sfârșit prin a fi încercuit împreună cu resturile armatei belgiene și cu trei armate franceze într-o regiunea de-a lungul coastei nordice franceze a Canalului Mânecii.

## Planificarea și executarea operațiunii de evacuare

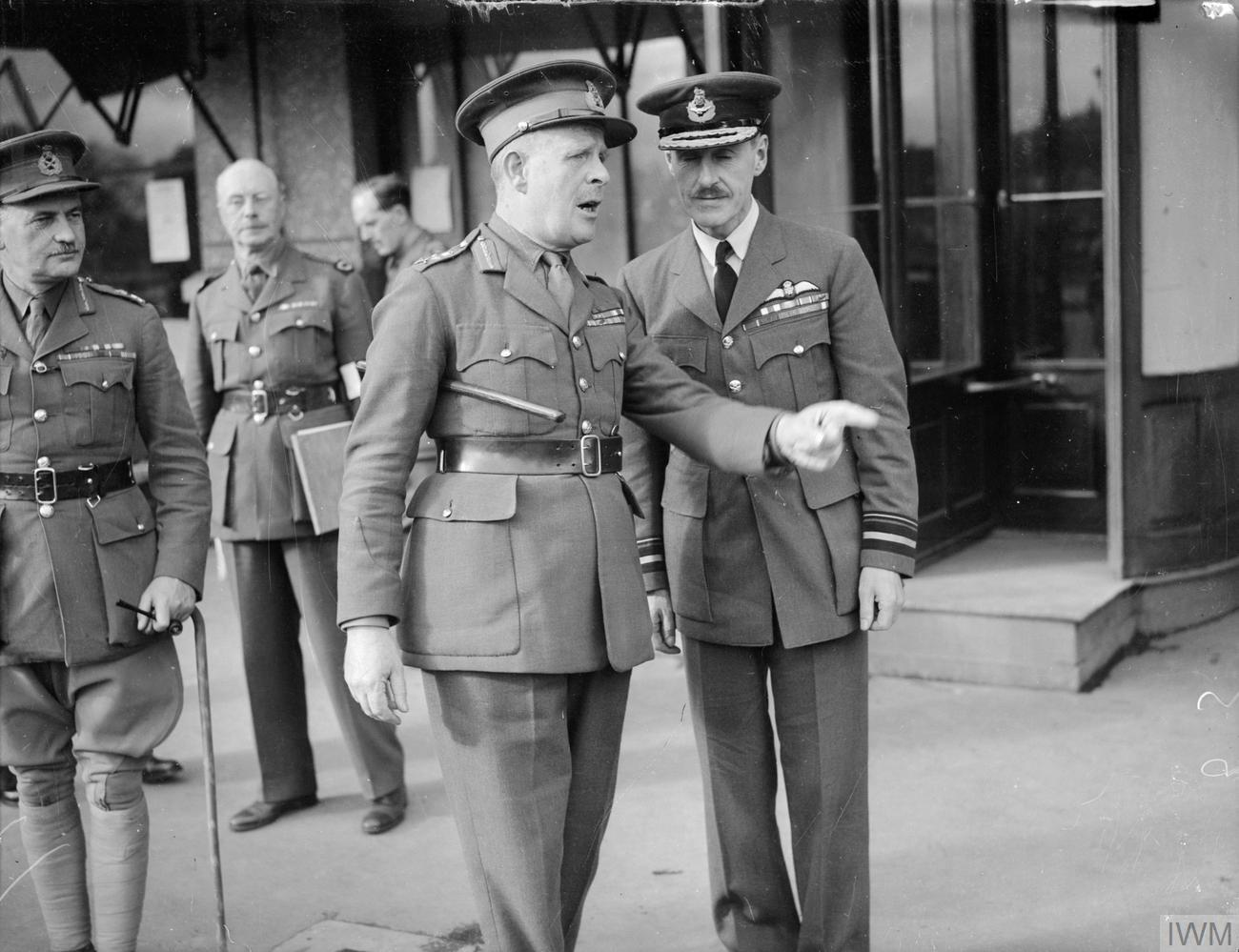
Lord Gort (gesticulând, în centru), comandantul British Expeditionary Force

Fără să își anunțe aliații francezi, britanicii au început planificarea Operațiunii Dynamo (evacuarea BEF) pe 20 mai. Numele de cod „Dynamo” a fost inspirat de numele camerei generatorului de curent continuu, care asigura energia electrică cartierului general din Dover, unde viceamiralul Bertram Ramsay⁠(d) a planificat operațiunea. Sub directa comanda a lui Ramsay, vasele de transport au început să se adune în portul Dover. Pe 20 mai, generalul Gerald Whitfield a fost trimis la Dunkerque pentru ca să înceapă evacuarea personalului care nu era imediat necesar. Generalul a fost rapid depășit de ceea ce el a numit mai târziu „o mișcare întrucâtva alarmantă spre Dunkirk a atât ofițerilor cât și soldaților”. Datorită crizei de alimente și apă, el a fost nevoit să aprobe evacuarea soldaților fără un control riguros. Chiar și unii dintre ofițerii care primiseră ordine explicite să rămână pe continent pentru sprijinirea evacuării s-au urcat pe vasele de transport. Pe 22 mai, Churchill a ordonat BEF să atace cu sprijinul Armatie I franceze de sub comanda lui Georges Blanchard⁠(d) pentru ca să facă legătura cu resturile forțelor franceze din regiune. Această acțiunea avea să primească numele de „Planul Weygand”, după numele generalului Maxime Weygand, numit comandant suprem după demiterea lui Gamelin de pe 18 mai. Pe 25 mai, Gort a fost obligat să recunoască că nu poate atinge obiectivele ordonate și, fără să aibă aprobarea superiorilor săi, a organizat împreună cu Blanchard retragerea trupelor aliate în spatele Canalului Lys, parte a sistemului de canale („Linia Canalului”), care ajungea până la mare în dreptul Gravelines. Ecluzele fuseseră deja deschise de-a lungul canalului pentru inundarea regiunilor joase și crearea unei bariere naturale în calea înaintării germane.
Retragerea a fost de fapt o deplasare haotică, în timpul căreia au fost abandonate vehicule care au blocat drumurile, drumuri care erau inundate de coloane de refugiați care se îndreptau în direcția opusă retragerii. Datorită cenzurii militare și pentru ca să se păstreze nivelul moralului britanicilor la un nivel cât mai ridicat, amploarea dezastrului de pe plajele franceze nu a fost cunoscut publicului larg, cel puțin pentru o vreme. La Westminster Abbey a fost ținută o slujbă specială pe 26 mai, declarată zi de rugăciune națională. La serviciul divin a participat și regele George al VI-lea. În întreaga țară, în cadrul unor slujbe similare, populația s-a rugat pentru viețile soldaților. Arhiepiscopul de Canterbury⁠(d) a condus slujba rugând-se pentru „soldații noștri aflați în cumplit pericol în Franță”. Rugăciuni simlare au fost ținute în acea zi în bisericile și singogile din întregul regat. Populația a avut astfel confirmarea indirectă a situației disperate a trupelor din Franța.

## Oprirea înaintării germane
Pe 24 mai, germanii au cucerit portul Boulogne și au încercuit orașul port Calais. Geniștii căpitanului, (vitorul Generaloberst) Heinz Guderian din Divizia a 2-a Panzer au construit cinci capete de pod peste Linia Canalului. Lor li s-a opus un singur batalion britanice, care apăra ruta spre portul Dunkerque .
În acest moment, la cererea insistentă a lui Rundstedt, Hitler a ordonat oprirea înaintării diviziilor de tancuri. După război, mai mulți comandanți, inclusiv Rundstedt și șeful statului major OKH Chief Franz Halder, au încercat să pună acest ordin exclusiv în sarcina lui Hitler. Totuși, consultarea jurnalului de război al lui Rundstedt demonstrează că acesta este cel care a dat ordinul de oprire a înaintării, el având temeri cu privire la vulnerabilitatea flancurilor armatelor sale și fiind conștient de dificultățile apărute în aprovizionarea trupelor cele mai avansate. Rundstedt se temea de asemenea că regiunea mlăștinoasă din jurul Dunkerque va fi o piedică de netrecut pentru tancuri. Forțele blindate trebuiau cruțate în vederea viitorului marș împotriva Parisului. Aceste ultime temeri erau împărtășite și de Hitler, care a oficializat ordinul deja dat de Rundstedt câteva ore mai devreme. Hermann Göring a cerut în schimb lui Hitler ca să i se permită Luftwaffe (sprijinită de Grupul de Armată B ) să distrugă BEF. Această cerere a produs consternarea lui Halder, care a notat în jurnalul său că starea vremii era cea care determina capacitatea de operare a aviației. În afară de condițiile meteo nefavorabile, capacitatea de luptă a Luftwaffe era redusă de starea de oboseală a echipajelor, care luptaseră neîntrerupt timp de două săptămâni. Ordinul a fost trimis necodat și a fost interceptat de britanici „Prin ordinul Führerului ... atacul de la nord-vest de Arras trebuie limitat la linia generală Lens-Bethune-Aire-St Omer-Gravelines. Canalul nu trebuie traversat".
Grupul de Armată B și Luftwaffe ar fi fost incapabile să își ducă la îndeplinire misiunea de anihilare a BEF datorită activității intense a Royal Air Force, a lipsei vehiculelor de transport, care încetinea deplasarea infanteriei, și a vremii nefavorabile. Pe 26 mai, Hitler a ordonat blindatelor să reia atacul, dar răgazul oferit de ordinul precedent a permis construirea unor poziții defensive capabile să asigure protecția operațiunii de evacuare.
Ordinul de oprire a atacului a fost subiectul a numeroase dispute între istorici. Guderian a considerat că necontinuarea asaltului asupra aliaților masați la Dunkerque a fost una dintre cele mai mari greșeli făcute de germani pe frontul de vest. Rundstedt a numit ordinul „unul dintre cele mai mari puncte de cotitură ale războiului”, iar Manstein l-a considerat ca „una dintre cele mai grave greșeli ale lui Hitler”.

## Eforturile de evacuare

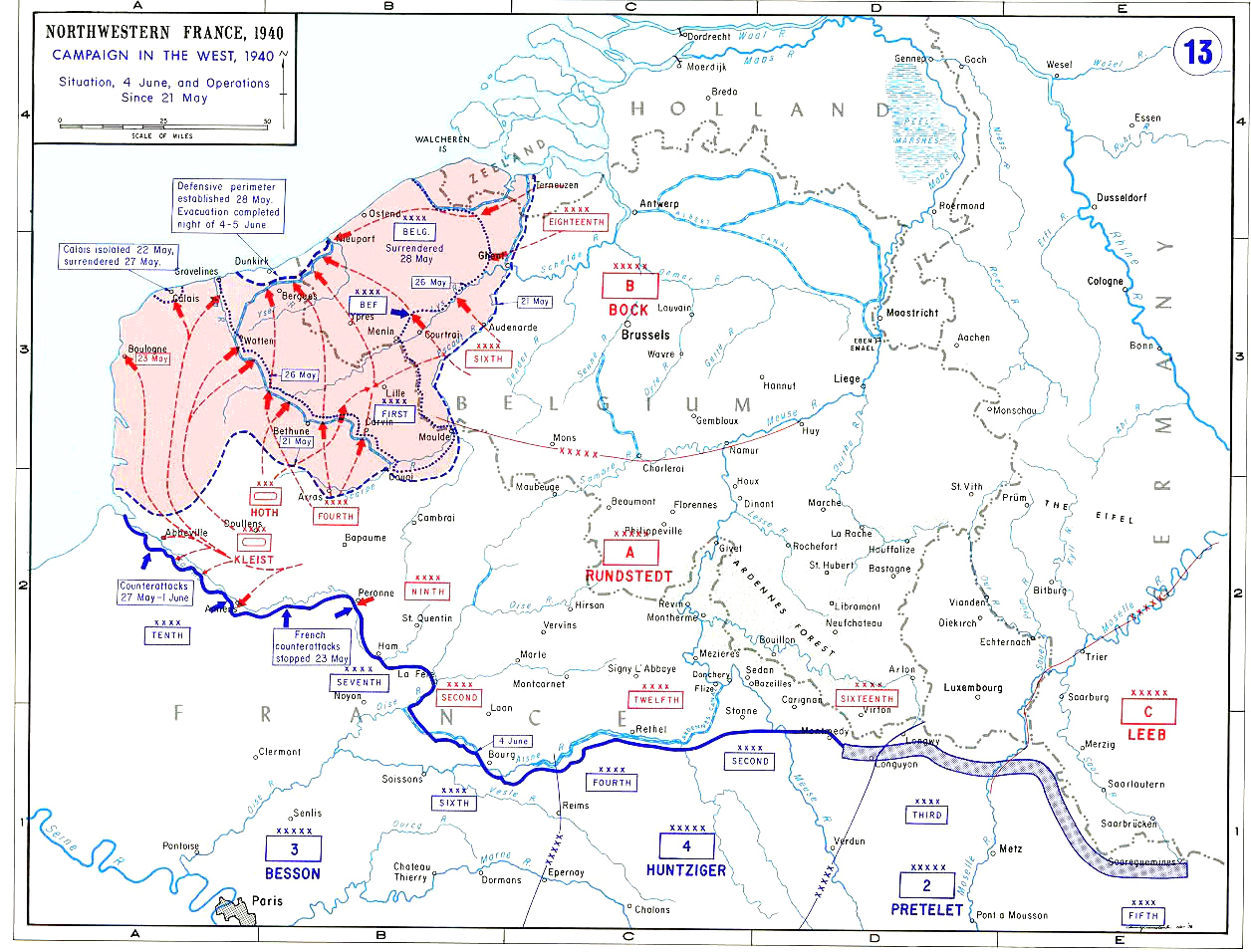
Situația frontului pe 4 iunie 1940. Ariergarda franceză mai controla o fâșie îngustă de teren în jurul Dunkerque.

Pe 27 mai, prima zi dedicată în totalitate evacuării, îmbarcarea s-a făcut pe un crucișător, opt distrugătoare și douăzeci și șase de alte vase. Ofițerii Amiralității au mobilizat toate vasele de capacitate mică din porturile civile din regiune. Acestea erau folosite pentru transportul soldaților de pe plaje până la vapoarele de mare capacitate care nu puteau naviga în apele puțin adânci, sau care nu puteau ancora la docurile portului. La apelul de urgență al Amiralității, până pe 31 mai au venit voluntar în ajutor aproape patru sute de mici ambarcațiuni particulare. Pe 27 mai, Luftwaffe a supus orașul și portul Dunkerque unui puternic bombardament. Bombardamentul a distrus rezervoarele de apă ale orașului, iar incendiile rezultate în urma atacului nu au mai putut fi stinse. Au fost uciși aproximativ o mie de civili, o treime a populației care mai se mai afla în oraș în acel moment. Atacului Luftwaffe i s-au opus 16 escadrile ale RAF. Britanicii au declarat că au doborât 38 de avioane germane și au pierdut doar 14 în acea zi. În total, RAF a executat peste 3.500 de misiuni pentru asigurarea succesului Operațiunii Dynamo. RAF a provocat pierderi grele bombardierelor germane de-a lungul întregii operațiuni. Soldații bombardați și mitraliați în timp ce așteptau să se îmbarce erau cei mai puțin protejați de RAF, de vreme ce luptele aeriene se dădeau în zone depărtate de plaje. Ca urmare, numeroși soldați britanici i-au acuzat furioși pe piloții RAF că nu au făcut nimic pentru a-i proteja. Ca urmare a acestor acuze, Churchill a încercat în discursul lui Camera Comunelor de pe 4 iunie⁠(d) să sublinieze faptul că evacuarea a fost posibilă datorită eforturilor deosebite făcute și de RAF, printre alții.
Pe 25 și 26 mai, Luftwaffe și-a concentrat atacurile asupra pungilor deținute încă de aliați la Calais, Lille și Amiens și nu a mai bombardat Dunkerque. Apărătorii britanici ai Calaisului au capitulat pe 26 mai. Ultimii 35.000 de soldați Armatei I franceze au capitulat la Lille din lipsă de alimente și muniție pe 31 mai în fața atacului a șapte divizii germane. Armata belgiană a capitulat pe 28 mai, lăsând o breșă largă în linia defensivă de la est de Dunkerque. În locul belgienilor au fost trimisei în grabă mai multe divizii britanice. Pe 30 mai, Churchill a fost informat că toate diviziile germane și aproape o jumătate din efectivele Armatei I franceze se află în spatele liniilor defensive proprii. În acel moment, linia de apărare se întindea de-a lungul unor canale la aproximativ 10 km de malul mării, într-o zonă mlăștinoasă, în care nu puteau fi folosite tancurile.
Cum docurile portului au devenit în scut timp neutilizabile datorită atacurilor aeriene germane, căpitanul (mai târziu amiralul) William Tennant a dat ordinul ca oamenii să fie evacuați direct de pe plaje. Când evacuarea de pe plaje s-a dovedit un proces prea lent, el a cerut ca oamenii să fie evacuați și de pe două diguri de larg din beton și piatră, cunoscute ca „molul răsăritean” și „molul apusean”. Aproximativ 200.000 de oameni au fost îmbarcați în săptămâna următoare ordinului de pe molul răsăritean (care înainta cam 1,5 km în largul mării). Pe 28 mai, 17.804 soldați au fost debarcați în porturile britanice. A doua zi, numărul lor a crescut deja la 47.310. Pe 30 mai, au fost evacuați încă 53.823 soldați, printre ei aflându-se și primii soldați francezi transportați în Anglia. Gort și 68.014 dintre soldații săi au fost evacuați pe 31 mai, iar generalul Harold Alexander a rămas la comanda ariergărzii. Încă 64.429 soldați aliați au fost evacuați pe 1 iunie , mai înainte ca puternicele atacuri aeriene germane să oprească evacuările pe timpul zilei. Ariergarda britanică formată din 4.000 de soldați însoțiți de 60.000 de francezi au părăsit continentul în noaptea de 2 spre 3 iunie. Mai înainte ca operațiunea să se încheie, au mai fost evacuați încă 26.000 de soldați francezi în noaptea următoare. Restul ariergărzii, adică 40.000 de soldați francezi, a capitulat pe 4 iunie.

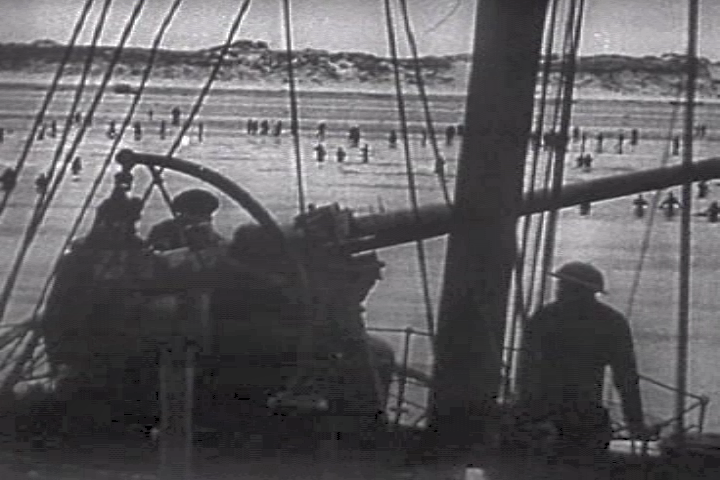
Artilerist al Royal Navy protejând retragerea trupelor pe plajele de la Dunkerque)

| Data    | Evacuați de pe plaje | Evacuați din portul Dunkerque | Total   |
| ------- | -------------------- | ----------------------------- | ------- |
| 27 mai  | –                    | 7.669                         | 7.669   |
| 28 mai  | 5.390                | 11.874                        | 17,.04  |
| 29 mai  | 13.752               | 33.558                        | 47.310  |
| 30 mai  | 29.512               | 24.311                        | 53.823  |
| 31 mai  | 22.942               | 45.072                        | 68.014  |
| 1 iunie | 17.348               | 47.081                        | 64.429  |
| 2 iunie | 6.695                | 19.561                        | 26.256  |
| 3 iunie | 1.870                | 24.876                        | 26.746  |
| 4 iunie | 622                  | 25.553                        | 26.175  |
| Total   | 98.671               | 239.555                       | 338.226 |

## Rutele vaselor de evacuare

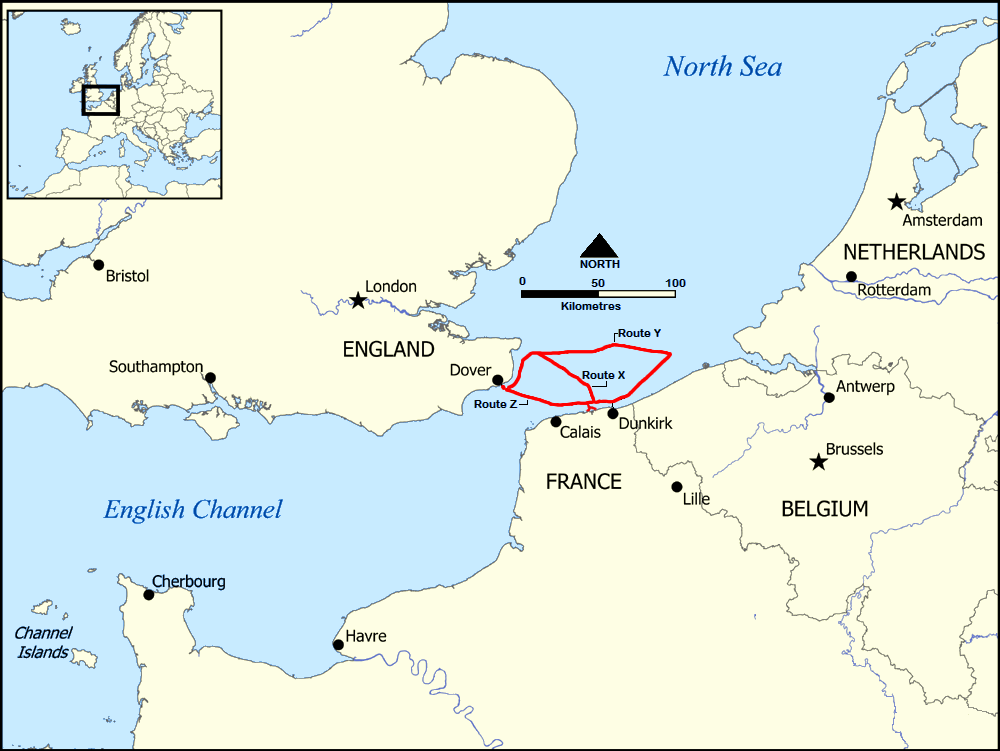
Harta celor trei rute de evacuare

Vaselor de evacuare li s-a stabilit trei rute de deplasare. Cea mai scurtă era „Ruta Z”, lungă de 39 mile marine (72 km). Aceasta se întindea în bună parte de-a lungul țărmului francez, iar vasele care o străbăteau se aflau în raza de acțiune a bateriilor de coastă germane, în special în timpul zilei. „Ruta X”, deși cea mai protejată de tirurile artilerie de coastă, traversa o regiune puternic minată a Canalului Mânecii. Vasele care foloseau această rută navigau aproximativ 55 mile marine (102 km) spre nord, continua traversarea prin Canalul Ruytingen, se îndreptau spre farul plutitor North Goodwin, după care se întorceau spre sud ocolind bancurile de nisip Goodwin și ancorau la Dover. Ruta era cea mai apărată împotriva atacurilor de suprafață, dar câmpurile minate și bancurile de nisip o făceau impracticabilă pe timpul nopții. Cea mai lungă din cele trei era „Ruta Y” – 87 mile (161 km). Vasele care o foloseau navigau cu patru ori mai mult decât cele care traversau Ruta Z. Această rută urma țărmul francez până la Bray-Dunes, după care își schimba direcția spre nord-est până la geamandura Kwinte. Aici, după ce făcea o întoarcere de aproape 270 de grade, ruta se îndrepta spre farul plutitor North Goodwin și se întorcea spre sud, înconjurând bancurile Goodwin pentru ca să se încheie la Dover. Vasele care foloseau Ruta Y erau cele mai expuse atacurilor vaselor de suprafață, submarinelor și avioanelor germane.

## Vasele de evacuare
Royal Navy a mobilizat pentru această operațiune crucișătorul cu arme antiaeriene |HMS Calcutta, treizeci și nouă de distrugătoare și numeroase alte vase de transport și sprijin. Marina comercială britanică a mobilizat vase de transport turistic, vase spital și altele. De asemenea, evacuarea a fost asigurată și de vase comerciale belgiene, franceze și neerlandeze. Amiralul Ramsay a ordonat distribuirea a o mie de copii a hărților navale ale rutelor de evacuare, plasarea de geamanduri de semnalizare în jurul bancurilor de nisip și pe ruta spre Dunkerque. De asemenea, el a supravegheat continuu transportul trupelor. Vasele de mare capacitate precum distrugătoarele puteau să transporte până la 900 oameni odată. Soldații erau transportați în principal pe punțile superioare, pentru evitarea pierderilor mari de vieți omenești în cazul scufundării vaselor de transport. După scufundare pe 29 mai a nouăsprezece vase militare britanice și franceze și a trei vase civile de mare capacitate, Amiralitatea britanică a dispus retragerea din operațiune a opt dintre cele mai performante distrugătoare pentru ca să le păstreze pentru acțiuni viitoare.
| Tipul vaselor                               | Totalul vaselor implicate | Scufundate | Avariate |
| ------------------------------------------- | ------------------------- | ---------- | -------- |
| Crucișătoare                                | 1                         | –          | 1        |
| Distrugătoare                               | 39                        | 6          | 19       |
| Goelete, corvete și canoniere               | 9                         | 1          | 1        |
| Dragoare de mine                            | 36                        | 5          | 7        |
| Traulere și vase mici de pescuit            | 113                       | 17         | 2        |
| Vase cu destinație specială service vessels | 3                         | 1          | –        |
| Vase de patrulare                           | 3                         | 1          | 1        |
| Vase torpiloare și antisubmarin             | 13                        | –          | –        |
| Barje neerlandeze                           | 40                        | 4          | ?        |
| Iahturi                                     | 26                        | 3          | ?        |
| Vase de transport persoane                  | 45                        | 8          | 8        |
| Vase spital                                 | 8                         | 1          | 5        |
| Șalupe                                      | 12                        | 6          | ?        |
| Remorchere                                  | 34                        | 3          | ?        |
| Alte vase mici                              | 311                       | 170        | ?        |
| Total vase britanice                        | 693                       | 226        |          |
| 1.                                          |                           |            |          |

| Tipul vaselor                  | Totalul vaselor implicate | Scufundate | Avariate |
| ------------------------------ | ------------------------- | ---------- | -------- |
| Vase militare (toate tipurile) | 49                        | 8          | ?        |
| Alte vase                      | 119                       | 9          | ?        |
| Total vase ale aliaților       | 168                       | 17         |          |
| Total general                  | 861                       | 243        |          |

### Ambarcațiunile de capacitate mică
În timpul evacuării de la Dunkerque a fost folosită o mare varietate de vase de capacitate mică rechiziționate din sudul Angliei. Printre aceste s-au numărat șalupe rapide, vase fluviale, feriboturi, vase de agrement și alte multe altele. Cele mai folositoare s-au dovedit a fi bărcile de salvare cu motor, care aveau o capacitate suficient de mare și asigurau o viteză mulțumitoare. Unele ambarcațiuni au fost rechiziționate fără consimțământul sau știința proprietarilor. Agenții Ministerului Marinei, însoțiți de ofițeri de marină, au verificat toate docurile Tamisei în căutarea unor vase capabile să navigheze pe mare și au ordonat transportarea lor la Sheerness, unde au fost încadrate cu echipaje. Din cauza crizei de marinari militari, numeroase ambarcațiuni de capacitate mică au navigat cu echipaje civile.
Primele ambarcațiuni de capacitate mică au sosit la Dunkerque pe 28 mai. Plajele largi, care înaintau în mare cu o pantă mică, împiedicau vasele de capacitate mare să se apropie suficient de țărm pentru îmbarcarea trupelor. Chiar și ambarcațiunile de capacitate mică erau obligate să se oprească la aproximativ 100 m de țărm. Soldații trebuiau să străbată această distanță prin apa care le putea ajunge până la umeri. De multe ori, personalul evacuat și-a abandonat în voia valurilor bărcile în momentul în care se îmbarcau pe vasele de capacitate mare, iar soldații care nu fuseseră evacuați trebuiau să aștepte ca bărcile să fie aduse la țărm de curenți. În cele mai multe cazuri, soldații au aștepta îmbarcarea în ordine. Au existat situații în care soldați panicați au încercat să se îmbarce peste rând și a fost nevoie de amenințarea armelor pentru restabilirea ordinii. Pe plajele de la La Panne și Bray-Dunes, soldații au construit pontoane din vehiculele abandonate, plasate în rânduri în timpul refluxului, ancorate cu saci cu nisip, deasupra cărora au înjghebat pasarele din lemn.

## Pierderi

### Forțele terestre
BEF a pierdut 68.000 de soldați (morți, răniți, dispăruți în luptă sau prizonieri) între 10 mai și 22 iunie. Tot echipamentul greu a fost abandonat. Au fost abandonate în Franța 2.472 de tunuri, 20.000 de motociclete și alte 65.000 de vehicule precum și cantități uriașe de provizii, muniție și combustibil. Aproape toate cele 445 de tancuri trimise în Franța au fost abandonate.

### Marina

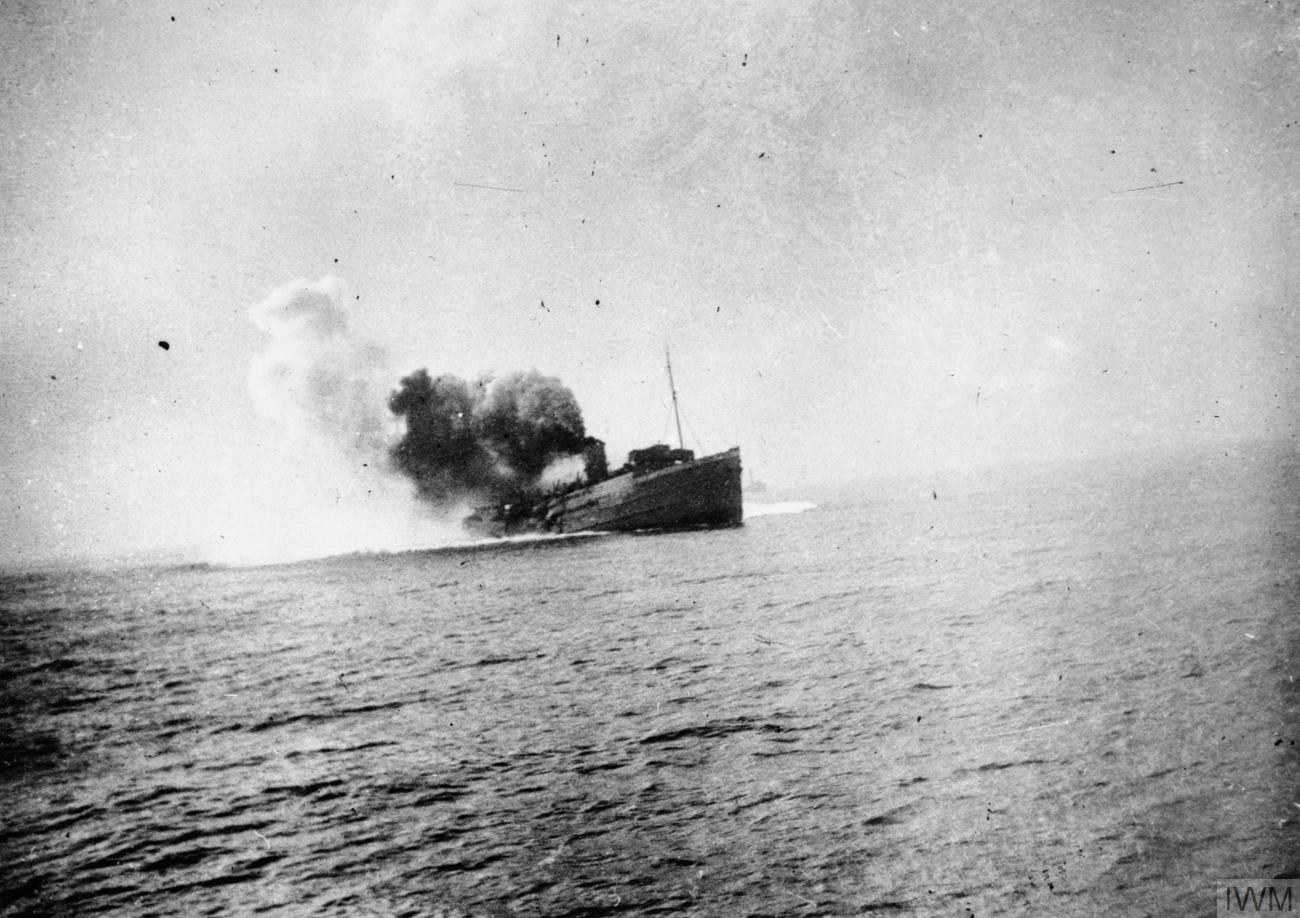
Mona's Queen la scurtă vreme după ce a lovit o mină marină în apropiere de Dunkerque pe 29 mai 1940

Șase distrugătoare britanice și trei franceze au fost scufundate. De asemenea, alte nouă vase de mare capacitate au mai fost scufundate. În plus, 19 distrugătoare au fost avariate. În total, peste 200 de vase aliate au fost scufundate și cam tot atâtea avariate.
Cele mai importante pierderi ale Royal Navy în timpul acestei operațiuni au fost cele șase distrugătoare:
- HMS Grafton, scufundat de submarinul german U-62 pe 29 mai[90];
- HMS Grenade, scufundat în urma unui atac aerian pe 29 mai[91];
- HMS Wakeful, scufundat de șalupa torpiloare S-30 pe 29 mai[92];
- HMS Basilisk, HMS Havant și HMS Keith scufundate în urma atacurilor aeriene în apropierea plajelor de la Dunkerque pe 1 iunie[93].

Marina militară franceză a pierdut trei distrugătoare:
- Bourrasque, minat la Nieuwpoort pe 30 mai;
- Sirocco, scufundat de șalupele torpiloare S-23 și S-26 pe 31 mai;
- Le Foudroyant, scufundat în timpul unui atac aerian în dreptul plajei de la Dunkerque pe 1 iunie.

### Pierderile forțelor aeriene
În cele nouă zile ale Operațiunii Dynamo, RAF a pierdut 145 de avioane, din care 42 Spitfires, în vreme ce Luftwaffe a pierdut 156 de avioane. Royal Navy a revendicat distrugerea a 35 de avioane germane și avarierea a altor 21 în perioada 27 mai – 1 iunie. Pierderile suferite de britanici de pe 10 mai până la capitularea Franței au fost de 959 de avioane, în timp ce germanii au pierdut 1.279 de aparate.

## Urmări

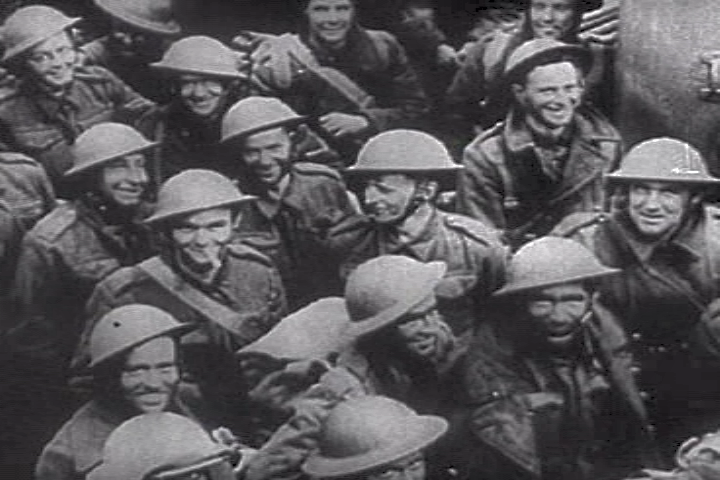
Soldați britanici la bordul unui vas de evacuare

Mai înainte de încheierea operațiunii, prognoza responsabililor militari era sumbră. Winston Churchill a afirmat în Camera Comunelor pe 28 mai că britanicii trebuie să se aștepte la vești teribile. După încheierea operațiunii, Churchill a considerat că rezultatele au fost un „miracol”, iar presa britanică a prezentat evacuarea ca un „dezastru transformat într-un triumf”. Churchill s-a văzut nevoit în consecință să reamintească tuturor printr-un discurs de pe 4 iunie că „trebuie să fim foarte precauți să nu acordăm acestei salvări atributele unei victorii. Războaiele nu sunt cucerite de evacuări”.
Expresia „spiritul Dunkirkului”, care descrie tendința populației britanice de cooperare în lupta pentru depășirea perioadelor grele, este folosită și azi în Regatul Unit.
Trei divizii britanice și o unitate de logistică și geniu au fost izolate la sud de Somme de „cursa către mare” a blindatelor germane. La sfârșitul lunii mai, două divizii noi au început deplasarea spre Franța pentru întărirea BEF. Dintre militarii acestor divizii, o bună parte a celor din Divizia a 51-a a capitulat pe 12 iunie. Restul, adică 144.000 de oameni, plus încă 48.000 de militari aliați, a fost evacuat în perioada 15-25 iunie prin mai multe porturi franceze în cadrul Operațiunii Ariel.
Pe 14 iunie, trupele germane au ocupat Parisul, pentru ca, opt zile mai târziu, Franța să capituleze.

### Soarta soldaților francezi

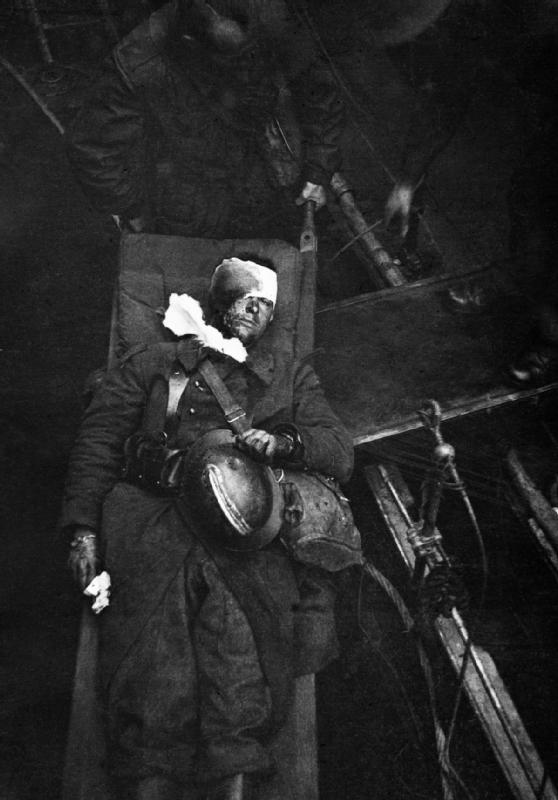
Un soldat francez rănit este transportat pe o targă la Dover, după evacuarea din Franța

Peste 100.000 de soldați francezi evacuați au fost încartiruiți în tabere din sud-vestul Angliei, unde au fost găzduiți temporar mai înainte de a fi repatriați. Navele britanice au transportat militarii francezi la Brest, Cherbourg și alte porturi din Normandia și Bretania, dar doar aproximativ o jumătate din cei repatriați au reluat lupta cu trupele germane. Numeroși soldați francezi aveau să fie după repatriere uciși sau luați prizonieri de germani.
Dintre toți soldații francezi evacuați din Franța în iulie 1940, doar aproximativ 3.000 s-au alăturat Forțelor Franceze Libere conduse de Charles de Gaulle.
În Franța, decizia unilaterală a britanicilor de evacuare a militarilor proprii prin Dunkerque în loc organizarea unui contraatac în sud și presupusa evacuare preferențială a britanicilor de către Royal Navy (decizie care i-ar fi dezavantajat pe francezi) a dus la apariția unor resentimente. După cum a afirmat Churchill, amiralul francez François Darlan⁠(d) a dat la început ordine ca soldații britanici să aibă prioritate la 31 mai, a cerut în timpul unei întrevederi de la Paris ca evacuarea să se facă în proporții egale, iar britanicii să formeze ariergarda. De fapt, cei 35.000 de soldați care au asigurat securitatea evacuărilor și care au capitulat în cele din urmă au fost în principal militari ai Diviziei a 2-a mecanizate și a Diviziei a 68 de infanterie franceze. Rezistența lor a permis ca evacuarea să se desfășoare în relativă siguranță până pe 4 iunie, zi în care au fost transportați în Anglia 26.175 de militari francezi.

### Prizonierii de război britanici
Pentru fiecare șapte soldați evacuați, unul a rămas pe continent și a fost luat prizonier. Majoritatea acestor prizonieri au fost trimiși în Germania pe jos. Prizonierii aveau să depună mărturie pentru relele tratamente aplicate lor de către soldații de pază – bătăi, privare de hrană și chiar execuții sumare. Soldații britanici s-au plâns în plus că prizonierii francezi au primit un tratament preferențial. Altă problemă majoră semnalată a fost aceea că soldații germani au răsturnat în mod intenționat gălețile cu apă lăsate de civili pe marginea drumului pentru potolirea setei prizonierilor aflați în marș. Numeroși prizonieri au mers pe jos până în orașul Trier, marșul durând 20 zile. Alți prizonieri au mărșăluit până pe malul râului Escaut, de unde au fost expediați mai departe cu barjele spre regiunea Ruhr. De aici, prizonierii au fost trimiși cu trenurile spre lagărele de prizonieri din Germania. Marea majoritate a soldaților (cei cu grade mai mici decât cel de caporal) au lucrat în uzinele germane sau în agricultură pentru restul perioadei până la înfrângerea Reichului.

## Pavilionul Dunkirk
Crucea Sfântului Gheorghe peste care este supraimpus blazonul orașului Dunkerque arborat la bastonul provei este steagul „Association of Dunkirk Little Ships” și este folosit doar de ambarcațiunile civile care au participat la operațiunile de salvare „Dynamo” .

## Vezi și
- Operațiunea Cycle – evacuarea a 11.000 de militari din Le Havre, operațiune începută pe 10 iunie.
- Dunkirk - film din 2017 despre Operațiunea Dynamo/Dunkirk, regia Christopher Nolan, cu actorii Fionn Whitehead⁠(d), Mark Rylance, Tom Hardy, Kenneth Branagh și Cillian Murphy.[113]

## Legături externe
- Spitfires Join the Fighting – aerial battle over Dunkirk Arhivat în 28 septembrie 2020, la Wayback Machine.
- Official website of Dunkirk memorial and museum
- BBC Archive – Dunkirk Evacuation
- Dunkirk, Operation Dynamo – Battle of Britain 1940 Arhivat în 6 octombrie 2012, la Wayback Machine.
- Nazis invade France Video analysis on WW2History.com